# Polésie
Pour les articles homonymes, voir Polesie (homonymie).
La Polésie (en biélorusse : Палесьсе, Pales'se ; en ukrainien : Полісся, Polissia ; en russe : Полесье, Polessié ; en polonais : Polesie ; en allemand : Polesien) est une région historique d'Europe. Elle s'étend sur le territoire de trois, voire quatre pays (selon l'étendue minimale ou maximale) : le Sud de la Biélorussie, le Nord-Ouest de l'Ukraine, l'Est de la Pologne et, dans le sens maximal, une petite partie de la Russie occidentale,,. Dans le sens maximal, le Sud de la Polésie chevauche le Nord de la Volhynie, autre région historique d'Ukraine.

## Toponymie
Il existe plusieurs variantes de la toponymie et de l'étendue de cette région selon les sources. Pour la plupart des auteurs, ce nom slave viendrait de Pod-lese, qui signifie « sous la forêt » ou « limitrophe d'une forêt »,. Une première hypothèse linguistique propose que l'étymologie du nom remonte à la grande forêt slave, où les clairières naturelles s’appelaient des « poliés » (poljé). Une poljé peut aussi désigner une formation géologique particulière : la doline, qui abonde dans la région karstique située plus au sud : la Podolie (signifiant « sous les dolines » ou « dans les dolines »). Les fines argiles s'accumulent dans le fond des dolines, formant des sols défavorables aux arbres, au profit des herbacées et poacées, qui nourrissent des troupeaux d'herbivores sauvages (comme le bison d'Europe qui ne survit que dans cette zone). Avec l'anthropisation et la disparition des grands troupeaux, ces poljés propices aux activités agricoles et pastorales permettent l'établissement des premières pólis (cette fois au sens indoeuropéen de « localité », initialement en bois et, dans les zones marécageuses, sur pilotis, en palafittes). Le système agricole pratiqué dans ces régions est appelé infield-outfield : une partie du territoire est cultivée en permanence, sans jachère, grâce aux apports en matière organique fertilisante issue de la forêt et du saltus. L'étendue des activités dépend des fluctuations du climat, du niveau des eaux, des invasions et de la démographie.
Mais il existe aussi d'autres points de vue, suivant lesquels la toponymie proviendrait des racines baltes pol/pal, qui désignent une région de marécages.
Selon Féodor Klimtchouk, le nom Polésie signifierait « lieu où les bois alternent avec les marais ».
Pour appuyer l'hypothèse suivant laquelle le nom Polésie désigne, tantôt un territoire sous les bois, tantôt à la limite du bois, on peut rappeler que le mot « polésie » se traduit en lituanien par le mot pagiriai (en lituanien, giria signifie bois, ou forêt et le préfixe pa signifie à côté de, tout près de). En Lituanie, il existe beaucoup de villages et de lieux-dits qui portent ce nom de Pagiriai. Les habitants de ces régions s'appellent, en lituanien, des pagiritaï, c'est-à-dire un nom qui correspond tout à fait à celui que leur donnait les Grecs et qui est mentionné par Claude Ptolémée. Qui plus est, le latin pagus (« peu profond ») semble aussi remonter à la même étymologie indoeuropéenne liée aux marais.
La localisation des anciens pagiritaï correspond à celle de la Polésie historique (territoire situé entre la steppe et les zones de forêts, au centre et au sud d'une région où s'étendaient les hydronymes baltes antiques). De plus, de nombreux voisins des pagiritaï, mentionnés par Ptolémée, sont également des peuplades de Baltes anciens : les Séloniens (Lettonie), les Coures (Courlande), les Galindiens (sud de mer Baltique), les Prussiens, les Esthes (Estonie) et, encore, les Neuris (Scythie), les Mélancliens et les Budines.

## Territoire

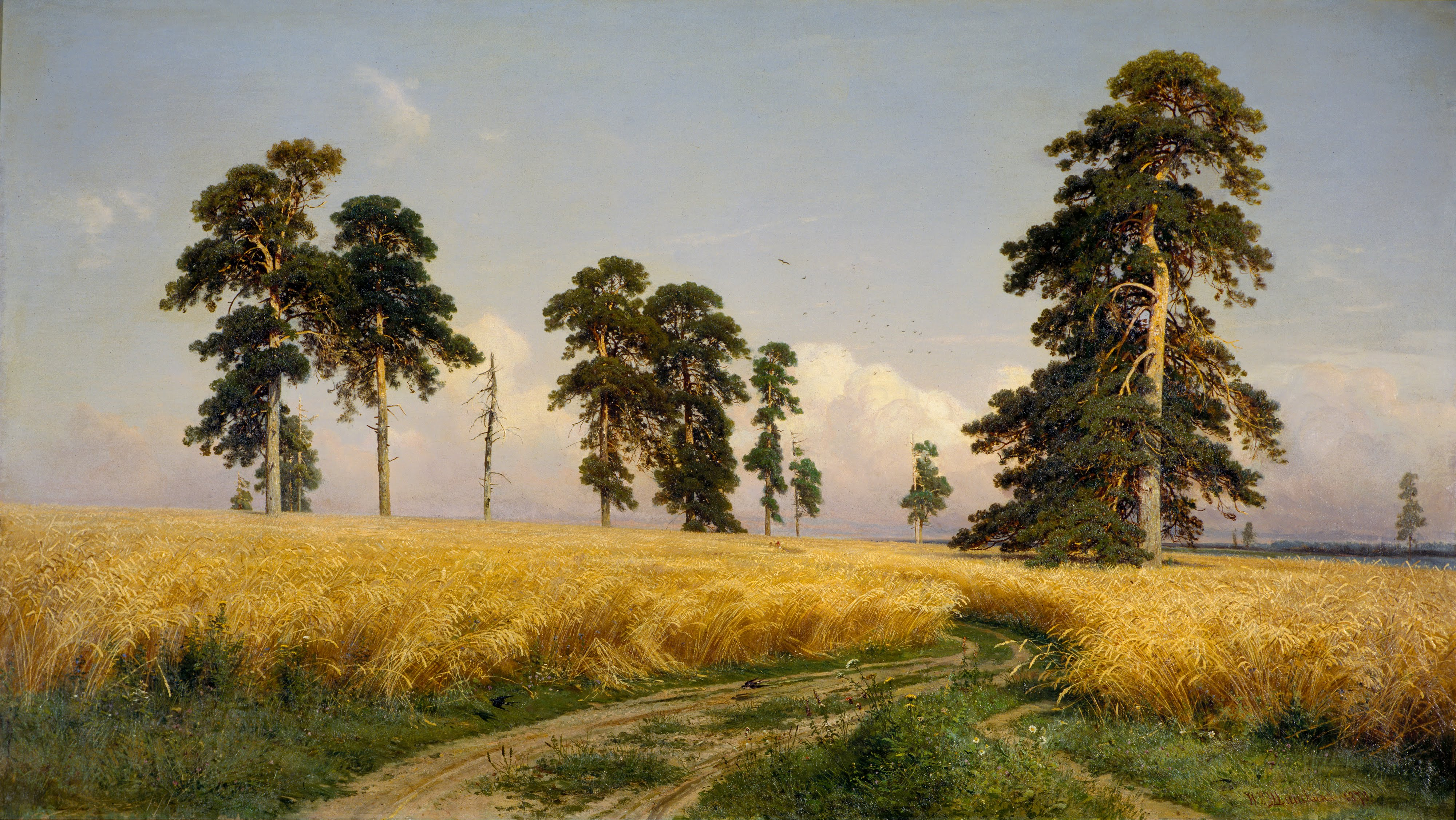
Champ de seigle (Ivan Chichkine).

La plus grande partie de la Polésie s'étend au sud de la Biélorussie et au nord de l'Ukraine, mais une partie se situe dans la voïvodie de Lublin, en Pologne, et, au sens large, jusque dans l'oblast de Briansk, en Russie.
La Polésie se situe dans la zone de bois mélangés : la frontière sud se situe à la limite des bois et de la steppe boisée.

### Polésie biélorusse
La Polésie biélorusse occupe le sud de la région de Brest et de l'oblast de Gomel. L'ensemble de la région a une superficie de 61 000 kilomètres carrés, dont moins de 30 % dans le territoire du Belarus. L'étendue de la région, de l'ouest à l'est, est de 500 km, environ, et, du sud au nord, de 200 km.
La Polésie biélorusse peut être divisée en partie orientale et occidentale. La frontière théorique entre les deux parties peut être fixée à Iasselda et Horyn, mais on peut également prendre une partie de la rivière Pripiat, entre les embouchures de ces rivières.
La région peut être divisée en cinq zones géographiques : d'ouest en est, successivement celles de : Brest, du Pripiat, de Zagorodié (ru), de Mazyr, de Gomel. Загородье — местность на юге Брестской области, основная часть Берестейско-Пинского Полесья. Zagorodié se situe au sud de la région de Brest et constitue la partie Brest-Pinsk de la Polésie. Outre le bassin du Pripiat, la partie supérieure des bassins de la Chtchara, du Moukhavets et de la Braguinka (en) se situe également dans la Polésie biélorusse.

Marais, Polésie (Ivan Chichkine).

### Polésie ukrainienne
La Polésie ukrainienne se présente comme une large bande de près de 100 km, au nord du pays, et représente environ 19 % de tout le territoire de l'Ukraine. En fonction de la situation du Dniepr, on peut diviser la région en rive droite et rive gauche (parfois on utilise les toponymes occidentale et orientale ou Polésie du Pripiat et Polésie Nadesnian).
Par rapport à la division administrative de l'Ukraine, la Polésie se divise en cinq oblasts : ceux de Volhynie, de Rivne, de Jytomyr, de Kiev, de Tchernihiv et de Soumy elle est réserve de biosphère grâce au parc national Desnianko-Starohoutski, au parc national Nobel et à celui de Chatsk.

### Polésie polonaise
En Pologne, plusieurs régions font partie de la Polésie, dans la voïvodie de Lublin, et précisément la vallée du Boug, dans une région de lacs dénommée Polésie occidentale, ou de Lublin. La rivière Wieprz est considérée comme sa limite ouest. Au nord de Lublin, le long de la frontière avec la Biélorussie, la Podlachie est la région historique qui borde la Polésie.

### Polésie de la région de Briansk-Jisdrinsky

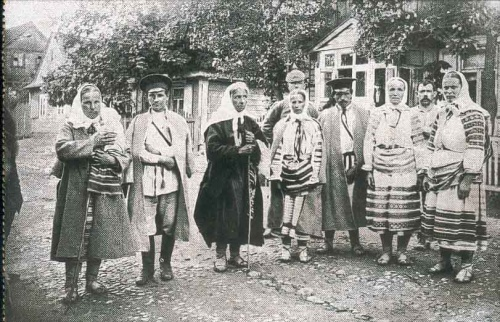
Habitants de la région de Kobryn, en 1916.

Cette région se trouve sur le territoire de l'oblast de Briansk, en Russie.

## Population
Les habitants les plus anciens de la Polésie sont appelés « polietchouki » ou « politchouki ». Le second terme est plus utilisé par les habitants eux-mêmes que le premier. Sur le plan ethnique, les polietchouki de l'Ouest présentent un intérêt majeur, tandis que la communauté orientale possède quelques signes originaux, mais ne constitue pas vraiment une ethnie. Déjà, au XIXe siècle, quelques chercheurs (M. Dovnar-Zapolskiy, D.Z Chendrik...) fixent les traits les plus originaux des polietchouki de l'Ouest, quant à leur aspect physique. Julien Talko-Grintsévitch sépare les polietchouki, sur base des traits anthropologiques, en un groupe original différent des Biélorusses et des Ukrainiens. Le type polésien, proche du type alpin, est caractérisé par une petite taille, un visage large et des cheveux foncés. Paul Michaïlovitch Chpilevskiy établit une distinction entre la langue polésienne et la langue biélorusse, et détermine de manière suffisamment précise les limites de leurs zones de diffusion. Paul Osipovitch Babrovskiy arrive à la conclusion que les polietchouki, tout en se distinguant des Biélorusses et des Ukrainiens, possèdent malgré tout avec eux un grand nombre de ressemblances.

## Langue
Les territoires ukrainiens et biélorusses de Polésie correspondent à l'aire d'extension de parlers polésiens, compréhensibles tant aux Biélorusses qu'aux Ukrainiens, et qui sont appelés « dialectes du Nord de la langue ukrainienne » en Ukraine, et « dialectes polésiens de la langue biélorusse » en Biélorussie,,.
Ces parlers comprennent un groupe occidental appelé « polésien » et un groupe oriental plus proche de la langue biélorusse standard, appelé « mazyrien ».
Le « polésien » parlé dans le Nord-Ouest de l'Ukraine est divisé en trois dialectes : ceux de l'Est, du Nord et du Sud. Féodore Klimtchouk observe que les patois polésiens de la langue biélorusse et le groupe de patois polésiens du Nord de l'Ukraine possèdent un noyau originel commun, et que l'on ne perçoit pas bien les frontières entre eux.
Des linguistes voudraient dégager une « micro-langue » polésienne. À la fin des années 1980, un groupe d'enthousiastes à la tête duquel on trouve Nikolas Cheliagovitch entreprend de codifier une langue standard basée sur le parler « polésien ». Toutefois cette tentative n'est pas couronnée de succès, en raison du choix très limité des dialectes et du lexique manquant de caractères suffisamment distincts par rapport aux autres parlers de Polésie, voire aux langues biélorusse et ukrainienne.

## Histoire
La Polésie est considérée, par les historiens slaves, comme étant au cœur de la région où les peuples slaves se sont différenciés, avant leur expansion dans toutes les directions, aux Ve et VIe siècles.
La première mention du toponyme Polésie date de l'année 1274, dans une chronique de Galicie-Volhynie, sous le règne du prince Mstislav. Dans les sources d'origine polonaise, on retrouve le terme poliekhiani (« poliéksanié », ou « poliéchanié »), lié à celui de tribus forestières ayant gardé des « superstitions » héritées du paganisme balto-slave initial. On considère que le terme poliechanié provient directement du toponyme Polésie.
En 1560, à Gdańsk, fut éditée la première carte de Polésie (Tabula Paludum Polesie, Dr Ziekera). Dans les travaux historiques de J. Dlugosz, Martin Kromer et de Mathias Strykowski, le toponyme Polésie est fréquemment utilisé.
Les limites de cette région varient mais la Polésie, dans son ensemble, est inscrite dans le bassin de la rivière Pripiat. Martin Kromer définit la Polésie comme une terre située entre la Russie, la Lituanie, la Prusse, la Volhynie et la Mazovie. En 1613, G. Garrist édite une carte d'Europe orientale sur laquelle la Polésie s'étend de Brest à Mazyr et de Pinsk à Doubrovytsia et Volyn.
Elle connait des rattachements politiques variés, au cours de son histoire : elle appartient, notamment, de 882 à 1061, à la Rus' de Kiev (Russie kiévienne) ; de 1386 à 1795, à la république des Deux Nations (Pologne et Lituanie) ; de 1795 à 1918, à l'Empire russe.

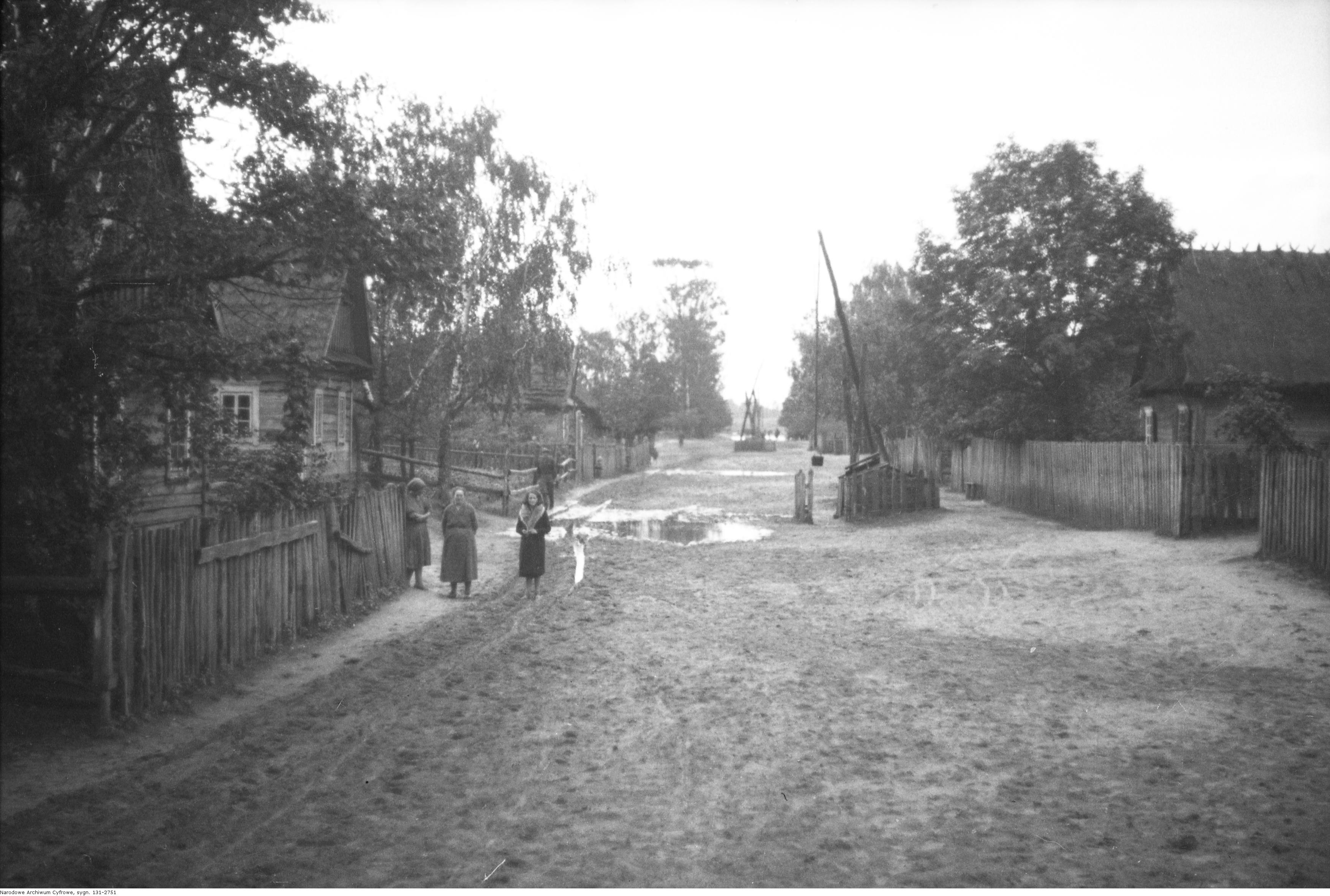
Bourgade juive en Polésie.

Entre les deux guerres mondiales une partie importante de la région fait partie de la république de Pologne dont elle est une part des Confins (Kresy). La voïvodie de Polesie est multiculturelle : selon le recensement de 1921, 42,6% de la population est biélorusse, 24,3% polonaise, 17,7% ukrainienne, 10,4% juive, 4,4% des Politchouki, habitants des marais.
La région est aujourd'hui partagée entre la Biélorussie, la Pologne et l'Ukraine (dans des proportions diverses selon les définitions : au sens historique, la Polésie effleure à peine l'Ukraine, mais au sens de la géographie physique, le bassin polésien déborde dans ce pays, incluant en partie la région historique de Volhynie).
En septembre 1939, au cours de l'invasion de la Pologne, la région est le théâtre d'âpres combats opposant les forces polonaises aux Soviétiques alors alliés de l'Allemagne conformément au pacte Hitler-Staline. L'union des éléments dispersés des forces polonaises formera ce que l'on appellera la Résistance polonaise de Polésie. Un an et demi plus tard, le pays est envahi par l'Allemagne nazie, devenue ennemie de l'URSS, et comme sa géographie se prête parfaitement aux actions des Partisans, les groupes sont nombreux et la répression nazie féroce : des dizaines de villages sont massacrés et incendiés. En outre, les Einsatzgruppen sillonnent le pays pour y débusquer et y massacrer les Juifs, dont beaucoup rejoignent les Partisans. Le retour de l'Armée rouge en 1944 se traduit aussi par des combats meurtriers, des crimes de guerre et par l'anéantissement des résistants polonais. A la fin des combats, la Polésie est en ruines et les nombreuses mines et obus non-explosés enfoncés dans le sol tuent ou blessent encore durant plusieurs années.
En 1986, la catastrophe nucléaire de Tchernobyl imprègne durablement le territoire d'isotopes radioactifs, au point que l'extrémité sud-est de la Polésie, à cheval sur la Biélorussie et l'Ukraine, doit être évacuée par les populations et ne redeviendra habitable (sans risque de maladies liées aux rayonnements ionisants) que dans plusieurs siècles voire millénaires selon le degré d'imprégnation.

## La nature

### Protection de la nature
En Ukraine :
- En 1983 est créé, pour la protection des lacs de la région du raïon de Chatsk, le parc naturel de Chatsk, d'une superficie de 32 500 hectares. En 2002 s'ajoute la réserve de biosphère de Chatsk, d'une superficie de 48 977 hectares sous l'égide de l'Unesco[28].
- En 1999 est créé le parc national Desnianko-Starohoutski de l'oblast de Soumy en Ukraine.
- En 2019 est créé le parc national Nobel.

En Pologne :
- En 1990 est ouvert, dans la région de la Polésie, près de Lublin, le parc national de Polésie d'une surface de 9 760 hectares.

En Biélorussie :
- En 1996, à l'ouest du voblast de Homiel, est créé le parc national de la Pripiat, d'une superficie de 188 485 hectares. Le sud-est de ce parc fait partie de la zone touchée par les radiations de Tchernobyl, et constitue, avec une superficie de 215 000 hectares, la réserve radioécologique d'État de Polésie.
- En 2004, pour améliorer la protection paysagère, est créée la réserve de biosphère Polésie Pribouchki, d'une superficie de 48 000 hectares[29].

En 2012, les réserves de biosphère de Chatsk en Ukraine et Polésie Pribouchki en Biélorussie fusionnent en donnant naissance à une nouvelle réserve de biosphère, recouvrant également le parc national de Polésie en Pologne, sous l'appellation réserve de biosphère transfrontière de Polésie occidentale.

## Mémoire
Le philosophe d'origine juive Julius Margolin, zek rescapé de l'enfer du Goulag, est originaire de Polésie. Il est né à Pinsk le 14 octobre 1900. Voici comment il décrit la Polésie, sa terre natale, à son retour des camps de Sibérie en 1945 :

« Le mot Polésie évoque les forêts, champs et marais, les lacs et rivières en crue, les eaux enveloppées de brumes, les hautes herbes, les piles de bois de chauffage, l'odeur de résine âpre et rustique, les bouleaux, les étangs, les filets de pêche, les maisons enfumées aux toits de chaume et les Biélorusses paisibles en houppelande avec ceinturons rouges, chaussons de tille et chaussettes russes, dans leur périssoire - barque faite d'un tronc d'arbre entier que l'on pousse à l'aide d'une perche le long de la rive. C'est ça la Polésie, la musique de la Polésie où résonne la polyphonie des siècles. »

## Villes

### En Biélorussie
- Brest
- Kobryn
- Pinsk
- Mazyr
- Homiel

### En Pologne
- Biała Podlaska
- Terespol

### En Ukraine
- Tchernihiv
- Tchernobyl

### En Russie
- Briansk